# Notiospathius badius
Notiospathius badius är en stekelart som beskrevs av Marsh 2002. Notiospathius badius ingår i släktet Notiospathius och familjen bracksteklar. Inga underarter finns listade i Catalogue of Life.